# Africa Orientale Portoghese
Africa Orientale Portoghese o Mozambico portoghese (ufficialmente: lo Stato dell'Africa orientale e successivamente Provincia d'oltremare del Mozambico) era il nome comune con cui erano indicate le colonie d'oltremare (in seguito una provincia d'oltremare) dell'Impero portoghese lungo la costa sud-orientale dell'Africa, corrispondenti ai territori che oggi formano la Repubblica del Mozambico.

## Storia
I primi insediamenti commerciali portoghesi e le successive colonie si formarono lungo la costa sud-orientale africana a partire dal 1498, quando Vasco da Gama raggiunse per primo la costa del Mozambico. Lourenço Marques esplorò la zona oggi nota come baia di Maputo nel 1544. Si stabilì quindi definitivamente nell'attuale Mozambico, dove trascorse gran parte della sua vita, e il suo lavoro fu continuato da altri esploratori, marinai e commercianti portoghesi.
Alcune di queste colonie furono consegnate alla fine del XIX secolo come concessione alle cosiddette "chartered companies" come la Companhia de Moçambique e la Companhia do Niassa. Nel 1951 le colonie furono riunite in una sola provincia d'oltremare con il nome di Moçambique (in portoghese), come parte integrante del Portogallo. La maggior parte delle colonie originali hanno dato il loro nome alle moderne province del Mozambico.